# 蒙曼
蒙曼（1975年1月28日—），女，满族，河北大厂人，中央民族大学历史文化学院教授及硕士研究生导师，北京大学历史系博士。2007年起开始在百家讲坛主讲武则天、太平公主、唐玄宗、大隋风云等中国隋唐史故事。

## 生平
蒙曼出生于河北省廊坊市大厂回族自治县，在承德市长大，先后在平泉县第二初级中学和承德市第一高级中学读书。
1992年9月至1999年7月，就读于中央民族大学历史系，获学士、硕士学位。
1995年6月加入中国共产党。
1999年9月至2002年7月，就读于北京大学历史系，获博士学位，研究方向为中国隋唐史，导师是荣新江教授。
2018年11月1日，当选为全国妇联第十二届副主席，2023年10月25日当选为全国妇联第十三届副主席。

## 讲座
- 2007年 百家讲坛—《武则天》32集
- 2008年 百家讲坛—《太平公主》18集
- 2009年 百家讲坛—《长恨歌》41集
- 2011年 百家讲坛—《大隋风云》

## 作品
- 《中国社会通史·隋唐五代卷》（合著）
- 《唐代前期北衙禁军制度研究》（专著）
- 《蒙曼说隋：隋文帝杨坚》
- 《蒙曼說隋：隋煬帝杨廣》
- 《蒙曼说唐：武则天》
- 《蒙曼说唐：乱世红颜》
- 《蒙曼说唐：长恨歌》
- 《蒙曼说唐：唐玄宗》